# Утида, Тому
Тому Утида (яп. 内田吐夢  Утида Тому), англ. Tomu Uchida, настоящее имя — Цунэдзиро Утида, яп. 内田 常次郎. (26 апреля 1898 — 7 августа 1970) — японский кинорежиссёр, актёр и сценарист. Один из многих японских кинорежиссёров, находящихся в тени славы Мидзогути—Одзу—Куросавы. Тем не менее, крупнейшие историки японского кинематографа, американские киноведы Дональд Ричи и Джозеф Л. Андерсон пишут о нём в своей книге, как об «одном из главных создателей нового реализма на экране», добавив позже, что «Утида не только способствовал созданию нового кинореализма, но и доказал в своих работах раннего периода, что литературные адаптации не должны быть излишне театрализованными, а при правильном воплощении их на экране, могли бы стать весьма кинематографичными». Он продолжал это доказывать до конца своей плодовитой и удивительной карьеры, обращался ли он к фильмам современной тематики, или к традиционным лентам на историческом материале («дзидайгэки»), в которых он был одним из признанных мастеров.
Карьера Тому Утиды поделена на две части, разделённые между собой пятнадцатилетним отсутствием в профессии из-за войны и лет, которые он провёл после этого в Китае. Первая половина его карьеры прошла в 1920-е — 1930-е и ознаменована его достижениями в кинематографе социальной направленности, лентами которые критики считают предтечей итальянскому неореализму. Вторая половина карьеры Утиды приходится на полтора десятилетия (с 1955-го по 1971 г.), когда он после китайского добровольного «заточения» станет одним из самых маститых мастеров жанра «дзидайгэки».

## Биография

### Ранние годы жизни (1898—1919) и первые работы в кинематографе (1920—1926)
Его настоящее имя Цунэдзиро Утида, он родился в 1898 году в городе Окаяма и после окончания средней школы шестнадцатилетний юноша переехал в Йокогаму, где какое-то время работал на заводе, на котором собирались пианино и фортепиано. Товарищи по службе прозвали его Тому Йокогама (Тому — японский эквивалент английского имени Том). Так, появившееся в юные годы прозвище Тому, позже станет его творческим псевдонимом. Затем служба в армии, демобилизовавшись, он в 1920 году стал актёром в кинокомпании «Тайкацу», где среди прочего снялся в фильме режиссёра Томаса Курихары «Любительский клуб» (1920). Вскоре он стал ассистентом Томаса Курихары (настоящее имя Кисабуро Курихара, псевдоним Томас он взял себе, когда ещё в 1910-е годы работал актёром в Голливуде). Курихара был одним из первых японских режиссёров, использовавших чисто кинематографический язык, так как в те годы над японским кинематографом ещё в значительной степени довлели театральные традиции. Молодого Утиду привлекала западная культура, в особенности англосаксонская, и в своём учении у Курихары, не понаслышке знакомого с Западом, прожившего много лет в США и познавшего методы работы в Голливуде, Тому со всей страстью вникал и постигал кинематографические азы.
В 1922 году Утида перешёл на студию «Микадо», основателем и руководителем которой был «отец японского кинематографа» Сёдзо Макино. Здесь он дебютировал вторым режиссёром на постановке фильма «Бравый полицейский Кониси» (1922, с режиссёром Тэйносукэ Кинугасой, впоследствии ставшем знаменитым постановщиком эпохального для японского кино фильма «Страница безумия», 1926). В том же 1922 году Утида вернулся в Йокогаму, где разыскал Дзюнъитиро Танидзаки, и обратится к нему с просьбой написать рекомендательное письмо к Сёдзиро Саваде, популярному в то время театральному актёру. Заручившись его рекомендацией, Утида отпраился в Асакуса (Токио), однако после просмотра спектакля с участием Савады и проникшись глубоким чувством презрения к его игре, он отказался от намерения идти к нему в ученики.
Великое землетрясение Канто (в Токио 1 сентября 1923 года) ускорило открытие Японии западной культуре. Ранее неохотно поддававшаяся иностранному влиянию, Япония (где сильны были традиционные модели развития национальной культуры, продолжавшиеся с начала семнадцатого века) вступила в эпоху великих реформ. Этот катаклизм также имел последствия для карьеры Утиды, который, безусловно, видел свою жизнь неразрывно связанной с историей своей страны. Утида, потерявший жильё и всё своё имущество, становится бездомным и скитается по разрушенному Токио, видя страдания тех, кто, как и он сам, потеряли всё и пытаются как-то выжить. Увиденное и пережитое им в это время будет преследовать его на протяжении всей жизни и наложит отпечаток на его будущие достижения. Он присоединился к труппе странствующих актёров и провёл год в скитаниях по стране, выступая с мини-спектаклями перед провинциальной публикой. Этот опыт также окажет значительное влияние в будущем на стилистику его киноработ. В конце 1924 года Утида вернулся в Токио и начал играть роли в фильмах, поставленных небольшими киностудиями «Огасавара пуро», «Куникацу сугамо», «Асахи кинэма». Здесь же на этих небольших студиях он срежиссировал несколько фильмов в 1925 году, однако об них даже самые большие знатоки кинематографа сейчас ничего не знают, во-первых они не сохранились, во-вторых всё это были малозначащие (по большей части короткометражные) коммерческие пустышки. Поэтому его дебютом в кинорежиссуре принято считать 1927 год, когда он начал работать уже в крупной известной кинокомпании «Никкацу», куда он пришёл за год до этого (в 1926-м) вначале как помощник оператора и ассистент режиссёра.

### Карьера в немом кино (1927—1936)
Сегодня мало кто знает, что будущий великий режиссёр начинал с комедийного жанра. Полноценный режиссёрский дебют, состоявшийся в 1927 году — спортивная комедия «Трёхдневное соревнование». Работая на студии «Дайсёгун» кинокомпании «Никкацу», расположенной в окрестностях Киото, Тома Утиду поставил в первый год своей режиссёрской деятельности семь лёгких и весёлых комедий и авантюрных фильмов. Правда ни одна из этих кинолент не сохранилась до наших дней, как и многие из его последующих работ сделанных в 1930-е годы. Однако, начав с лёгких беззаботных комедий, вскоре постановщик начал вкрапливать в них элементы сатиры, далее его фильмы стали всё боле насыщены критикой современного общества. Уже вскоре режиссёр примкнул к союзу японского пролетарского искусства («Прокино»), активными деятелями которого были Гэндзю Саса, Акира Ивасаки, Дайскэ Ито, Кэндзи Мидзогути, Токихико Окада и др.), став одним из активных его сподвижников и сняв идущую в русле этого движения сатирическую комедию «Живая марионетка» (1929, по повести Тэппэй Катаока, написанной им в тот период своей жизни, когда он примыкал к левым). Сценарий фильма был написан Масаси Кобаяси, ставшего другом и соавтором на многих проектах Утиды того периода. Кинолента выдвигалась на премию журнала «Кинэма Дзюмпо» в номинации «за лучший фильм года», вошла в десятку номинантов, но по результатам голосования заняла четвёртое место. Ещё до «Живой марионетки» они вместе сделали не менее интересную сатиру на современное общество «Ветер с воли» (1928), а затем своё завершение эта линия нашла в 1931 году в известной картине «Исполнитель кровной мести» (с популярными актёрами Дэндзиро Окоти и Исудзу Ямадой в главных ролях), в которой подвергались критики феодализм и обычай кровной мести. Фильм также попал в десятку номинантов на кинопремию «Кинэма Дзюмпо», заняв по результатам голосования шестое место.
После этого Тому Утида больше никогда не обращался к комедийному жанру. В 1932 году Тому Утида заявил о своём намерении уйти из кинокомпании «Никкацу» и вместе с друзьями-кинематографистами Минору Муратой, Дайскэ Ито и Такаси Тадзакой создали независимую компанию «Синэйгася» (Сообщество нового кино), которая просуществовала недолго и вскоре была расформирована. В «Синэйгася» Утиду снял лишь один фильм «Азия кричит» (1933), да и то сомнительных художественных достоинств, так как критики его назвали фильмом милитаристской направленности. В 1936 году Утида вернулся в «Никкацу», где он быстро стал одним из ведущих режиссёров компании.
К числу его наиболее значительных работ начала 1930-х относится фильм «Офицер полиции» (1933). Эта лента на первый взгляд является подражанием голливудским полицейским триллерам с социальным подтекстом, но всё же это более оригинальная картина, являющаяся гангстерской драмой об отношениях любви—ненависти между полицейским и преступником, которые были друзьями с детства. А гомоэротические оттенки, присущие центральным персонажам — это своеобразная маленькая месть левых японских кинематографистов в ответ на гонения против коммунистов в Японии. Это единственный сохранившийся немой фильм режиссёра.

### Карьера в военные годы (1937—1940)
В этот период созданы наиболее значительные работы работы режиссёра: «Театр человеческой жизни» (1936), «Голый город» (1937), «Беспредельное продвижение» (1937) и, в особенности, «Земля» (1939):
«Театр человеческой жизни» снят по сценарию Ясутаро Яги и является киноадаптацией печатавшейся в газете популярной повести о студенте токийского университета, стремившемся сделать, как этого хочет его отец, политическую карьеру. Фильм был выдвинут на премию журнала «Кинэма Дзюмпо» в номинации «лучший фильм года», попал в десятку номинантов, но по результатам голосования занял второе место, уступив картине Кэндзи Мидзогути «Гионские сёстры».
«Голый город» — трагическая история купца, который для того чтобы выплатить долги друга, полностью разоряется. Фильм поставлен по сценарию Ясутаро Яги и имел очередную номинацию на кинопремию «Кинэма Дзюмпо», в результате — пятое место в десятке.
Сюжет фильма «Беспредельное продвижение» был написан коллегой Утиды, ныне всемирно известным режиссёром, Ясудзиро Одзу, и печатался как повесть с продолжением (из номера в номер) в одном из популярных еженедельников. Сценарист Ясутаро Яги адаптировал этот сюжет для кинопостановки. После нескольких номинаций на кинопремию «Кинэма Дзюмпо», Тому Утида впервые выиграл. Фильм удостоен премии «за лучший фильм года».
Наконец, один из самых важных фильмов в карьере Утиду — «Земля». Это эпическое повествование о крестьянской жизни в северной Японии. Снятая в строгой манере, с использованием интенсивных контрастов освещения и наездов камеры, «Земля» многим видится сделанной под влиянием немецкой и советской школы кино. Фильм признаётся не только одним из лучших в карьере режиссёра, но и считается одним из важнейших в истории японского кино. В «Земле» можно найти типичную для тогдашнего японского кинематографа смесь противоположных тенденций — остроту социальной критики и философское отрешение. Очередная, вторая премия журнала «Кинэма Дзюмпо» — «за лучший фильм года». Фильм демонстрировался на Международном кинофестивале в Венеции, где получил признание международной и итальянской прессы, которая не скупилась в эпитетах и отмечала его как лучший фильм фестиваля. Естественным было и отсутствие какой-либо фестивальной награды, ведь кинофестиваль проводился при фашистском муссолиниевском режиме, и в фаворе тогда были фильмы с совершенно другой идеологией. «Земля» завоевала огромную популярность не только за рубежом, но и в Японии. Фильм был снят почти нелегально, на плёнке, сэкономленной в свободные минуты от работы над другими, коммерческими проектами. В это же самое время, чтобы задобрить студийное руководство, Утида поставил коммерческие хиты вроде «Тысячи и одной ночи в Токио». Несмотря на трудности производства и цензуры, фильм, вопреки всему, оказался успешным и остается классикой кинематографа.
К сожалению, многие из работ режиссёра как немого периода, так и сделанных в 1930-е годы либо не сохранились, либо сохранились не в полном объёме. Из-за чего о том, насколько он был выдающимся режиссёром, сегодня можно судить лишь по кинопрессе, книгам по истории кинематографа, а также по воспоминаниям критиков и коллег.

### Потерянные годы (1941—1953)
Во время Второй мировой войны, увлекшись, как и многие из его коллег националистическими идеями, Утида в 1941 году расторгнул контракт с «Никкацу», и после неудачной попытки создать собственную продюсерскую компанию, в 1943 году уехал в Маньчжурию (тогда это была японская провинция), где поступил на работу в Motion Picture Association. Там он должен был снять фильм по сценарию Канэто Синдо, однако этот проект не состоялся. В марте 1945 года Утида неожиданно для всех поступил в компанию «Маньэй» (Ассоциация маньчжурского кино), находившуюся в Чанчуне (тогда Синьцзин). Он добровольно остался в маоистском Китае техническим консультантом и способствовал рождению нового революционного китайского кино после 1949 года. Утида хотел своими глазами увидеть преобразования Китая после того, как к власти пришли коммунисты, увлечённый идеологией маоизма. Однако здесь он подорвал своё здоровье. Туберкулез и язва подточили его силы, и долгое время ему пришлось провести на больничной койке. Тому Утида вернулся в Японию в 1953 году, он едва мог передвигаться при помощи палки. Его встречали жена и двое детей, которых он оставил на столь долгие годы.

### Новый этап творческой карьеры (1955—1970)
По его возвращении на родину, Утида был охвачен страстным желанием снимать кино, но так как он боялся, что в связи с его коммунистическими взглядами, такие крупные студии, как «Никкацу», «Тохо» или «Сётику» не примут его, режиссёр присоединился к кинокомпании «Тоэй» и стал известным специалистом в жанре дзидайгэки. Его выдающимися кинолентами, снятыми в этом жанре стали «Окровавленное копьё на горе Фудзи» (1955), «Души в лунном свете» («Перевал Дайбосацу», 1957) и «История проклятого клинка: Убийство красавицы в Ёсиваре» (1960).
В кинофильме «Окровавленное копьё на горе Фудзи» влияние коммунистических идей на Утиду, которому он подвергся во время длительного пребывания в маоистском Китае, выражается в критике отношений между социальными классами. Этот исторический боевик проникнут лиризмом и юмором. Фильм вошёл в число номинантов на премию «Кинэма Дзюмпо», заняв восьмое место по результатам голосования.
«Души в лунном свете» — экранизация монументального произведения Кайдзан Накадзато о конфликте между самураями Рюноскэ Цукуэ и Буннодзё Уцуги, закончившимся убийством последнего. Этот популярный боевик имел два продолжения, снятых в 1958 и 1959 годах.
Яркая мелодрама «История проклятого клинка: Убийство красавицы в Ёсиваре» рассказывает о состоятельном бизнесмене с обезображенным лицом, который мучается без любви пока не встречает коварную шлюху, которая разоряет его, выманивая у него деньги. В конце концов она гибнет от его меча.
Успехом в прокате пользовалась ещё одна историческая мелодрама Утиды — «История влюблённых в Нанива» (1959), экранизация пьесы Тикамацу Мондзаэмона «Гонец в преисподнюю». Социальные мотивы затронуты в фильме «На краю гибели» (1957), демонстрировавшемся в кинопрокате СССР под названием «Пятеро под землёй». Последними заметными работами мастера кино стали фильмы пенталогии «Миямото Мусаси» (1961—1965) и экранизация романа Цутому Минаками «Беглец из прошлого» («Пролив голода», 1965).
Тому Утида умер в 1970 году от рака.

## Фильмография
| Фильмография режиссёрских работ Тому Утиды. | Фильмография режиссёрских работ Тому Утиды.                 | Фильмография режиссёрских работ Тому Утиды. | Фильмография режиссёрских работ Тому Утиды.                    | Фильмография режиссёрских работ Тому Утиды.      | Фильмография режиссёрских работ Тому Утиды.                                  |
| Год                                         | Название по-русски                                          | Оригинальное название                       | Название на ромадзи                                            | Английское название в международном прокате      | Примечания                                                                   |
| ------------------------------------------- | ----------------------------------------------------------- | ------------------------------------------- | -------------------------------------------------------------- | ------------------------------------------------ | ---------------------------------------------------------------------------- |
| 1920-е годы                                 |                                                             |                                             |                                                                |                                                  |                                                                              |
| 1922                                        | «Бравый полицейский Кониси»                                 | 噫小西巡査                                  | Aa, Konishi junsa                                              | Police Officer Konishi                           | сорежиссёр — Тэйносукэ Кинугаса; фильм не сохранился                         |
| 1925                                        | «Горбун из института по продлению жизни»                    | 延命院の傴僂男                              | Enmei in no semushi otoko                                      |                                                  | фильм не сохранился                                                          |
| 1925                                        | «Война»                                                     | 戦争                                        | Senso                                                          |                                                  | фильм не сохранился                                                          |
| 1925                                        | «---»                                                       | 義血                                        | Yoshichi                                                       |                                                  | фильм не сохранился                                                          |
| 1925                                        | «Кровавое чувство долга»                                    |                                             | Giketsu                                                        | Bloody sense of duty                             | фильм не сохранился                                                          |
| 1925                                        | «---» (к/м)                                                 | 地獄谷                                      | Jigokudani                                                     |                                                  | фильм не сохранился; Утида — ассистент режиссёра; режиссёр — Сёдзи Муракоси  |
| 1925                                        | «История мальчика: чистая душа» (к/м)                       | 少年美談 清き心                             | Shônen bidan: Kiyoki kokoro                                    | Tale of a Boy: Noble Heart                       | самая ранняя из сохранившихся работ                                          |
| 1925                                        | «Сказка Храма Краба» (к/м, анимация)                        |                                             | Kanimanji engi                                                 | Tale of Crab Temple                              | сорежиссёры: Какусан Кимура, Хидэхико Окуда                                  |
| 1925                                        | «Тщеславие — это ад» (к/м)                                  | 虚栄は地獄                                  | Kyoei wa jigoku                                                | Vanity is Hell                                   | фильм не сохранился                                                          |
| 1927                                        | «Трёхдневное соревнование»                                  | 競走三日間                                  | Kyoso mikkakan                                                 | Three Days of Competition                        | первый фильм в компании «Никкацу»; фильм не сохранился                       |
| 1927                                        | «Обувь»                                                     | 靴                                          | Kutsu                                                          |                                                  | фильм не сохранился                                                          |
| 1927                                        | «Предстоящая карьера»                                       | 未来の出世                                  | Mirai no shusse                                                |                                                  | фильм не сохранился                                                          |
| 1927                                        | «Король гребли»                                             | 漕艇王                                      | Sotei-o                                                        |                                                  | фильм не сохранился                                                          |
| 1927                                        | «Восточный клан якудза»                                     | 東洋武侠団                                  | Toko bukyodan                                                  |                                                  | фильм не сохранился                                                          |
| 1927                                        | «Лодырь»                                                    | なまけ者                                    | Namakemono                                                     |                                                  | + автор сюжета и сценарист; фильм не сохранился                              |
| 1927                                        | «Под градом бомб»                                           | 砲煙弾雨                                    | Hoen dan’u                                                     | Cannon Smoke and Rain of Shells                  | фильм не сохранился                                                          |
| 1928                                        | «Как пьяницы против алкоголя бунтовали»                     | のみすけ禁酒騒動                            | Nomisuke Kinshu-sodo                                           |                                                  | + автор идеи и сюжета; фильм не сохранился                                   |
| 1928                                        | «Земля вращается. Часть 3: Фантазия»                        | 地球は廻る 第三部 空想篇                    | Chikyu wa mawaru: Dai-san-bu Kuso hen                          | The World Turns                                  | фильм не сохранился                                                          |
| 1928                                        | «Богатый скупердяй»                                         | ケチンボ長者                                | Kechinbo Choja                                                 |                                                  | + автор идеи; фильм не сохранился                                            |
| 1928                                        | «Свет»                                                      | 光                                          | Hikari                                                         |                                                  | + автор идеи; фильм не сохранился                                            |
| 1929                                        | «Ветер с воли»                                              | 娑婆の風                                    | Shaba no kaze                                                  |                                                  | фильм не сохранился                                                          |
| 1929                                        | «Живая марионетка»                                          | 生ける人形                                  | Ikeru ningyo                                                   | A Living Doll                                    | фильм не сохранился                                                          |
| 1929                                        | «Марш Никкацу: история кино»                                | 日活行進曲 運動篇                           | Nikkatsu kôshinkyoku: Undô hen                                 | March of Nikkatsu: Sports                        | фильм не сохранился                                                          |
| 1929                                        | «Гавань, откуда уходит дитя океана»                         | 大洋児出船の港                              | Taiyoji defune no minato                                       |                                                  | фильм не сохранился                                                          |
| 1929                                        | «Пот»                                                       | 汗                                          | Kigeki: Ase                                                    | Sweat                                            | фильм не сохранился                                                          |
| 1929                                        | «Бесконечная победа»                                        |                                             | Rensen rensho                                                  |                                                  | фильм не сохранился                                                          |
| 1930-е годы                                 |                                                             |                                             |                                                                |                                                  |                                                                              |
| 1930                                        | «Рай, туда и обратно»                                       | 天国其日帰り                                | Tengoku sonohigaeri                                            |                                                  | фильм не сохранился                                                          |
| 1931                                        | «Жан Вальжан» (фильм в двух частях)                         | ジャンバルジャン                            | Jan Barujan                                                    | Jean Valjean                                     | фильм не сохранился                                                          |
| 1931                                        | «Мисс Япония»                                               | 日本嬢（ミスニッポン）                      | Nippon Jo (Misu Nippon)                                        | Miss Nippon                                      | фильм не сохранился                                                          |
| 1931                                        | «Новости: разное»                                           | 三面記事                                    | Sanmen kiji                                                    |                                                  | фильм не сохранился                                                          |
| 1931                                        | «Исполнитель кровной мести» («Дерзкий мститель»)            | 仇討選手                                    | Adauchi senshu                                                 | Revenge Champion                                 | фильм не сохранился                                                          |
| 1932                                        | «Стоять на земле» (фильм в двух частях)                     | 大地に立つ                                  | Daichi ni tatsu                                                | Stand on the Earth                               | фильм не сохранился                                                          |
| 1932                                        | «Любовь навсегда»                                           | 愛は何処までも                              | Ai wa dokomademo                                               |                                                  | фильм не сохранился                                                          |
| 1933                                        | «Азия кричит» («Азия зовёт»)                                | 叫ぶ亜細亜                                  | Sakebu Ajia                                                    | Asia Cries Out                                   | фильм снят в независимой компании «Синэйгася»; фильм не сохранился           |
| 1933                                        | «Офицер полиции»                                            | 警察官                                      | Keisatsukan                                                    | Police                                           | фильм снят для кинокомпании «Синко»                                          |
| 1934                                        | «Солнце над рекой»                                          | 河の上の太陽                                | Kawa no ue no taiyo                                            | Sun over the River                               | фильм не сохранился                                                          |
| 1934                                        | «Горячий ветер»                                             | 熱風                                        | Neppu                                                          |                                                  | фильм не сохранился                                                          |
| 1935                                        | «Престол зимней горы» (фильм в двух частях)                 | 白銀の王座                                  | Hakugin no oza                                                 | Throne of the White Man                          | + автор идеи и сценарист; первая звуковая картина Утиды; фильм не сохранился |
| 1936                                        | «Театр человеческой жизни»                                  | 人生劇場                                    | Jinsei gekijô                                                  | Theatre of Life                                  | первый фильм, снятый после возвращения в кинокомпанию «Никкацу»              |
| 1936                                        | «Венец жизни»                                               | 生命の冠                                    | Inochi no kanmuri                                              | Crown of Life                                    |                                                                              |
| 1937                                        | «Голый город»                                               | 裸の町                                      | Hadaka no machi                                                | The Naked Town                                   | фильм не сохранился                                                          |
| 1937                                        | «Беспредельное продвижение» («Бесконечное движение вперёд») | 限りなき前進                                | Kagirinaki zenshin                                             | Unending Advance                                 | автор сюжета — Ясудзиро Одзу                                                 |
| 1938                                        | «Тысяча и одна ночь Токио»                                  | 東京千一夜                                  | Tokyo Senichiya                                                |                                                  |                                                                              |
| 1939                                        | «Земля»                                                     | 土                                          | Tsuchi                                                         | Earth                                            |                                                                              |
| 1939                                        | «Взгляд на Средний Китай»                                   |                                             | Chushi-Sanken                                                  |                                                  |                                                                              |
| 1940-е годы                                 |                                                             |                                             |                                                                |                                                  |                                                                              |
| 1940                                        | «История. Часть 1»                                          | 歴史 第一部 動乱戊辰                        | Rekishi: Dai ichi bu — Doran boshin                            | History 1                                        |                                                                              |
| 1940                                        | «История. Части 2 и 3»                                      | 歴史 第二部 焦土建設、第三部 黎明日本       | Rekishi: Dai ni-bu — Shôdo kensetsu; Dai san-bu: Reimei Nippon | History 2 & 3                                    |                                                                              |
| 1942                                        | «Сунээмон Тории»                                            | 鳥居強右衛門                                | Torii Suneemon                                                 |                                                  |                                                                              |
| 1950-е годы                                 |                                                             |                                             |                                                                |                                                  |                                                                              |
| 1955                                        | «Окровавленное копьё на горе Фудзи»                         | 血槍富士                                    | Chiyari Fuji                                                   | Bloody Spear on Mount Fuji                       | первый фильм, снятый в кинокомпании «Тоэй»                                   |
| 1955                                        | «Сумеречная таверна»                                        | たそがれ酒場                                | Tasogare sakaba                                                | Twilight Saloon                                  |                                                                              |
| 1955                                        | «Пустота, которую я создала»                                | 自分の穴の中で                              | Jibun no ana no nakade                                         | A Hole of My Own Making                          | по роману Тацудзо Исикавы                                                    |
| 1956                                        | «Мятеж клана Курода»                                        | 黒田騒動                                    | Kuroda sodo                                                    | Disorder of the Kuroda Clan                      |                                                                              |
| 1956                                        | «Реванш угнетенных крестьян» («Осаждённая тюрьма»)          | 逆襲獄門砦                                  | Gyakushu gokumontoride                                         |                                                  |                                                                              |
| 1957                                        | «Конюх»                                                     | 暴れん坊街道                                | Abarenbo Kaido                                                 | The Horse Boy                                    |                                                                              |
| 1957                                        | «Души в лунном свете» («Перевал Дайбосацу»)                 | 大菩薩峠                                    | Daibosatsu tôge                                                | Sword in the Moonlight                           | по произведению Кайдзан Накадзато                                            |
| 1957                                        | «На краю гибели» (в прокате СССР — «Пятеро под землёй»)     | どたんば                                    | Dotanba                                                        | The Scaffold / They Are Buried Alive             | + соавтор сценария (с Синобу Хасимото)                                       |
| 1958                                        | «Лев за тысячу рё» («Разбойник — мнимый сын сёгуна»)        | 千両獅子                                    | Senryo jishi                                                   |                                                  |                                                                              |
| 1958                                        | «Души в лунном свете 2» («Перевал Дайбосацу 2»)             | 大菩薩峠 第二部                             | Daibosatsu tôge — Dai ni bu                                    | Swords in the Moonlight 2                        | по произведению Кайдзан Накадзато                                            |
| 1958                                        | «Праздник озер и лесов» («Изгои»)                           | 森と湖のまつり                              | Mori to mizuumi no matsuri                                     | The Outsiders (Festival of Lakes and Forests)    | по роману Тайдзюн Такэда                                                     |
| 1959                                        | «Души в лунном свете 3» («Перевал Дайбосацу 3»)             | 大菩薩峠 完結篇                             | Daibosatsu toge — Kanketsu-hen                                 | Swords in the Moonlight 3                        | по произведению Кайдзан Накадзато                                            |
| 1959                                        | «Экспедиция в Патагонию — Переход через большой ледник»     | 大氷河を行く                                | Nanbei Patagonia tanken daihyoga o yuku                        |                                                  | (сбор материала для документального фильма)                                  |
| 1959                                        | «История влюблённых в Нанива»                               | 浪花の恋の物語                              | Naniwa no koi no monogatari                                    | Chikamatsu’s Love in Osaka                       | по пьесе Мондзаэмона Тикамацу «Гонец в преисподнюю»                          |
| 1960-е годы                                 |                                                             |                                             |                                                                |                                                  |                                                                              |
| 1960                                        | «Сакэ и женщины, и копья» («Мастер-копьеносец»)             | 酒と女と槍                                  | Sake to onna to yari                                           | The Master Spearman                              |                                                                              |
| 1960                                        | «История проклятого клинка: Убийство красавицы в Ёсиваре»   | 妖刀物語 花の吉原百人斬り                   | Yôtô monogatari: hana no Yoshiwara hyakunin-giri               | Beautiful Yoshiwara and the Murder of Hundreds   |                                                                              |
| 1961                                        | «Миямото Мусаси»                                            | 宮本武蔵                                    | Miyamoto Musashi                                               | Zen and Sword                                    | На основе романа Эйдзи Ёсикавы «Мусаси»                                      |
| 1962                                        | «Любовь, любовь, не играй с любовью» («Бешеная лиса»)       | 恋や恋なすな恋                              | Koiya koi nasuna koi                                           | The Mad Fox                                      |                                                                              |
| 1962                                        | «Миямото Мусаси — 2: Дуэль у горы Хання»                    | 宮本武蔵 般若坂の決斗                       | Miyamoto Musashi: Hannyazaka no ketto                          | Miyamoto Musashi: Showdown at Hannyazaka Heights | На основе романа Эйдзи Ёсикавы «Мусаси»                                      |
| 1963                                        | «Миямото Мусаси — 3: Овладение техникой двух мечей»         | 宮本武蔵 二刀流開眼                         | Miyamoto Musashi: Nitoryu kaigen                               | Birth of Two Sword Style                         | На основе романа Эйдзи Ёсикавы «Мусаси»                                      |
| 1964                                        | «Миямото Мусаси — 4: Дуэль у храма Итидзёдзи»               | 宮本武蔵 一乗寺の決斗                       | Miyamoto Musashi: Ichijoji no ketto                            | Miyamoto Musashi: The Duel at Ichijoji           | На основе романа Эйдзи Ёсикавы «Мусаси»                                      |
| 1965                                        | «Беглец из прошлого» («Пролив голода»)                      | 飢餓海峡                                    | Kiga kaikyo                                                    | A Fugitive from the Past (Straits of Hunger)     |                                                                              |
| 1965                                        | «Миямото Мусаси — 5: Дуэль на острове Ганрю»                | 宮本武蔵 巌流島の決斗                       | Miyamoto Musashi: Ganryu-jima no ketto                         | Duel at Ganryu Island                            | На основе романа Эйдзи Ёсикавы «Мусаси»                                      |
| 1968                                        | «История двух якудза: Хисякаку и Кирацунэ»                  | 人生劇場 飛車角と吉良常                     | Jinsei gekijo: Hishakaku to Kiratsune                          | Hishakaku and Kiratsune                          |                                                                              |
| 1970-е годы                                 |                                                             |                                             |                                                                |                                                  |                                                                              |
| 1971                                        | «Мечи смерти»                                               | 真剣勝負                                    | Shinken shobu                                                  | Swords of Death                                  | На основе романа Эйдзи Ёсикавы «Мусаси»                                      |

## Комментарии
1. ↑  В советском прокате фильм демонстрировался с сентября 1966 года, р/у Госкино СССР № 2055/66 (до 1 марта 1971 года) — опубликовано: «Аннотированный каталог фильмов действующего фонда. Часть III: Зарубежные художественные фильмы», Упр. кинофикации и кинопроката комитета по кинематографии при Совете министров СССР, М.-1968, стр. 131—132.